# Wildkirchli
Wildkirchli est un réseau de grottes reliées entre elles situées sur une falaise de l'Ebenalp, dans le district et commune appenzellois de Schwende, en Suisse.

## Géographie
L'ensemble se compose de trois vastes grottes : l'Altarhöhle  (ou Kirchlihöhle), l'Untere Höhle et l'Obere Höhle, située entre 1488 et 1500 mètres d'altitude.

## Histoire
En 1657, l'Altarhöhle est aménagée en chapelle, dédiée à Saint Michel et agrandie en 1785 et 1860. Entre 1658 et 1853, les grottes furent habitées par des ermites pendant l'été. Le dernier habitant disparut au milieu des années 1800 et l'ermitage fut transformé en cabane pour les touristes avant d'être restauré et transformé en musée en 1972.
C'est au début du XXe siècle que les premières fouilles sont entreprises dans la plus importante des grottes appelée Obere Höhle : des restes d'os et de dents d'ours des cavernes y ont été découvertes, de même que des silex taillés qui furent la première preuve de présence de l'homme de Néandertal en montagne. En 1950, de nouvelles fouilles plus complètes sont entreprises et permettent de dater les objets découverts de la phase finale du Moustérien.
Les vestiges préhistoriques, de même que la chapelle, sont inscrits comme biens culturels d'importance nationale.

## Source
- (de) Cet article est partiellement ou en totalité issu de l’article de Wikipédia en allemand intitulé « Wildkirchli » (voir la liste des auteurs).